# Gelsesziget
Gelsesziget is een plaats (község) en gemeente in het Hongaarse comitaat Zala. Gelsesziget telt 251 inwoners (2005).